# Windows DVD プレイヤー
Windows DVD プレイヤー とは、Microsoft Windows用のマイクロソフト純正DVDプレイヤー用のアプリケーションソフトウェアの名称。純正品だがMicrosoft Windows 10以降標準搭載はされておらず、後からWindows Storeより有償で購入してインストールする必要がある。

## 概要
Microsoft Windows 98対応版から登場し、同時に標準搭載された。
ディスクドライブにDVDが入れられると再生を開始する仕様である。
Windows XPからはDVD再生機能はWindows Media Playerに内包される事となり、一度本アプリケーションソフトウェアは幕を下ろす事となる。
Windows 10からはDVD対応が標準ではサポートされなくなったため、再度単体のDVDプレイヤーとして登場し、更に標準ではなく後から有償で購入してインストールする形となった。